# Михаљ Ката
Михаљ Ката (мађ. Kata Mihály, Будимпешта, 13. април 2002) је мађарски професионални фудбалер који игра на позицији везног играча, тренутно игра у мађарској првој лиги за фудбалски клуб МТК из Будимпеште

## Клубови
Дана 7. августа 2019. одиграо је свој први меч у првом тиму ФК МТК Будимпешта у победи од 3 : 0 над Будаерш ШК у сезони 2019/20. друге мађарске лиге националног првенства. Дана 13. децембра 2020. постигао је свој први гол у првом тиму у победи од 1:0 над Диошђером ВТК на стадиону Надор Хидегкути у првој сезони националног првенства 2020/21. Дана 5. фебруара 2023. постигао је свој први гол у победи 0 : 2 над Дорог ФК у друголигашкој сезони 2022/23 националног првенства. Дана 30. априла 2023. постигао је гол у нерешеном резултату 1 : 1 са ФК Ајка у сезони 2022-23 НБ II. Захваљујући својим убедљивим наступима у првој сезони националног првенства 2023/24, скренуо је пажњу клубова као што су Саутемптон и СК Херенвен.

## Репрезентација
Михаљ Ката је дебитовао у фудбалској репрезентацији Мађарске у победи над Србијом резултатом 2 : 1 у квалификационој утакмици за Европско првенство 2024. дана 7. септембра 2023. на стадиону Црвене звезде. Дана 10. септембра 2023. одиграо је свој други меч у пријатељској утакмици 1 : 1 са Чешком у Пушкаш арени.